# Ayencourt
Ayencourt település Franciaországban, Somme megyében. Lakosainak száma 153 fő (2022. január 1.). Ayencourt Mesnil-Saint-Georges, Royaucourt, Montdidier és Rubescourt községekkel határos.

## Népesség
A település népességének változása:
| Lakosok száma | 174  | 183  | 202  | 192  | 179  | 167  | 155  | 154  | 153  |
|               | 2013 | 2015 | 2016 | 2017 | 2018 | 2019 | 2020 | 2021 | 2022 |